# Chiseldon
Chiseldon är en ort och civil parish i Storbritannien.   Den ligger i kommunen Borough of Swindon i riksdelen England, i den södra delen av landet, 110 km väster om huvudstaden London. Chiseldon ligger 161 meter över havet och antalet invånare är 2 599.
Terrängen runt Chiseldon är platt, och sluttar norrut. Runt Chiseldon är det ganska tätbefolkat, med 80 invånare per kvadratkilometer. Närmaste större samhälle är Swindon, 5,8 km nordväst om Chiseldon. Trakten runt Chiseldon består till största delen av jordbruksmark.